# Fayez al-Sarraj
Fayez Mustafa al-Sarraj (* 20. února 1960 Tripolis) je libyjský politik, v letech 2016 až 2021 předseda prezidentské rady Libye a šéf vlády národní dohody, která vznikla 17. prosince 2015 na základě politické dohody. Byl dlouholetým poslancem parlamentu.

## Životopis
Narodil se 20. února 1960 v Tripolisu. Má turecké předky. Pochází z bohaté rodiny, která vlastnila obchody a rozsáhlé pozemky. Jeho otec Mostafa al-Sarraj byl ministrem v době libyjského království. V mládí se vyučil architektem a za éry plukovníka Muammara Kaddáfího byl zaměstnán na ministerstvu bydlení. Jeho odpůrci kritizovali jeho jmenování jako vnucování ze zahraničí.

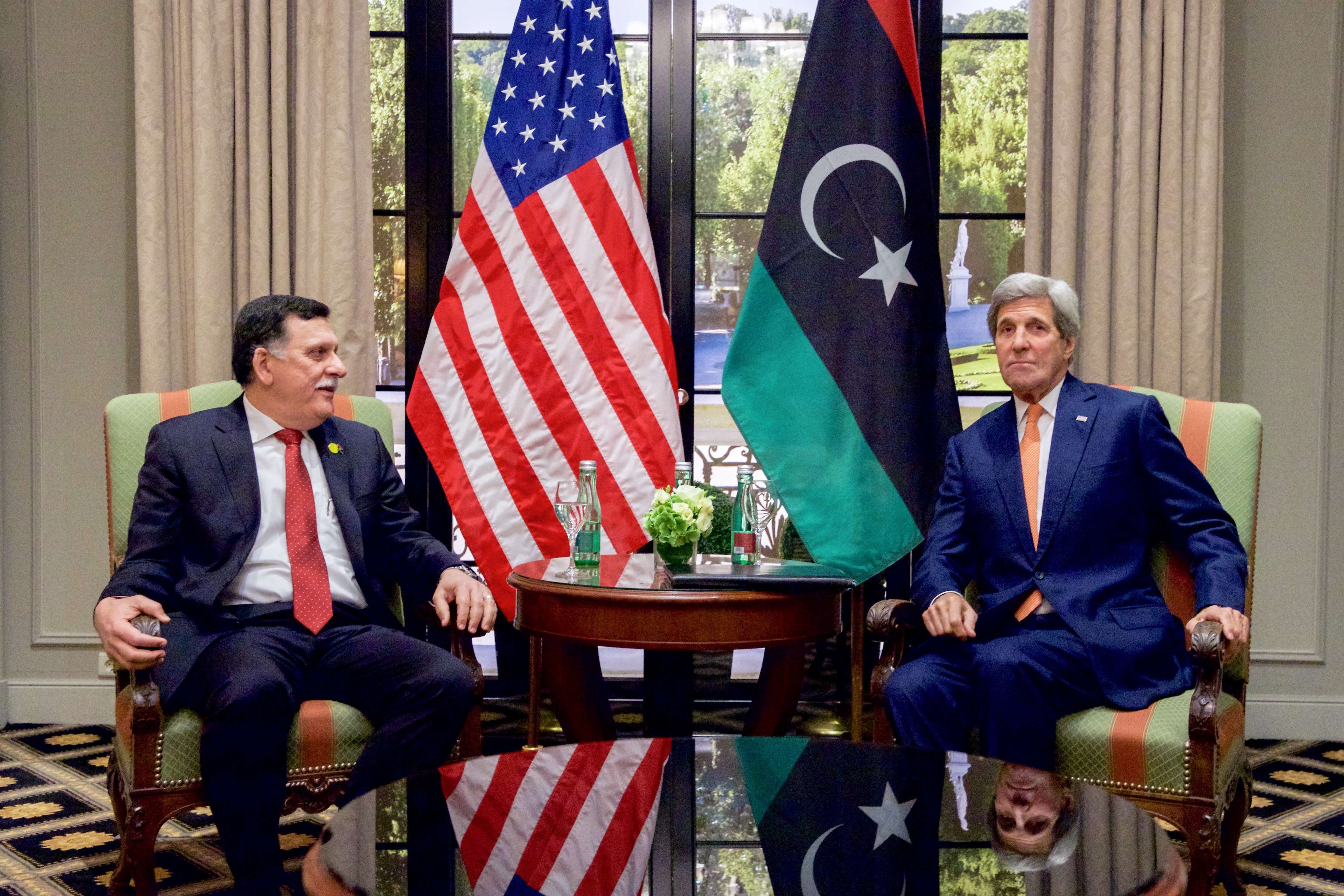
Fayez al-Sarraj a John Kerry v květnu 2016

Po libyjských volbách v roce 2014 se vláda rozdělila na Nový všeobecný národní kongres v Tripolisu a mezinárodně uznávaný zákonodárný sbor sněmovny reprezentantů sídlící v Tobruku.
Na začátku října 2014 navrhl vyslanec OSN v Libyi Bernardino León vládu národní jednoty. V čele by stála prezidentská rada ve složení Fayez al-Sarraj jako premiér, tři náměstci z východních, západních a jižních regionů a dva ministři. Tuto vládu národní jednoty však odmítl mezinárodně uznávaný zákonodárný sbor v Tobruku i konkurenční vláda v Tripolisu.
Dne 30. března 2016 dorazil do Tripolisu Fayez al-Sarraj a šest členů prezidentské rady a navrhovaného kabinetu. Dne 14. října 2016 vojáci GNC obsadily budovu státní rady a oznámili návrat Ghawilova kabinetu. Poté došlo k bojům mezi Sarrádžovými věrnými a Ghawilovými silami.
Deník The Guardian obvinil al-Sarraje z toho, že v lednu 2020 získal pro sebe a svou rodinu občanství Vanuatu. V dubnu 2023 toto tvrzení odvolal a za chybu se omluvil.
Dne 16. září 2020 prohlásil, že po měsíčních protestech v Tripolisu odstoupí ze své funkce. Dne 31. října 2020 své rozhodnutí rezignovat odvolal. V březnu 2021 předal své pravomoci na základě libyjského politického fóra.